# Bryan Adams
Pour les articles homonymes, voir Bryan Adams (homonymie) et Adams.

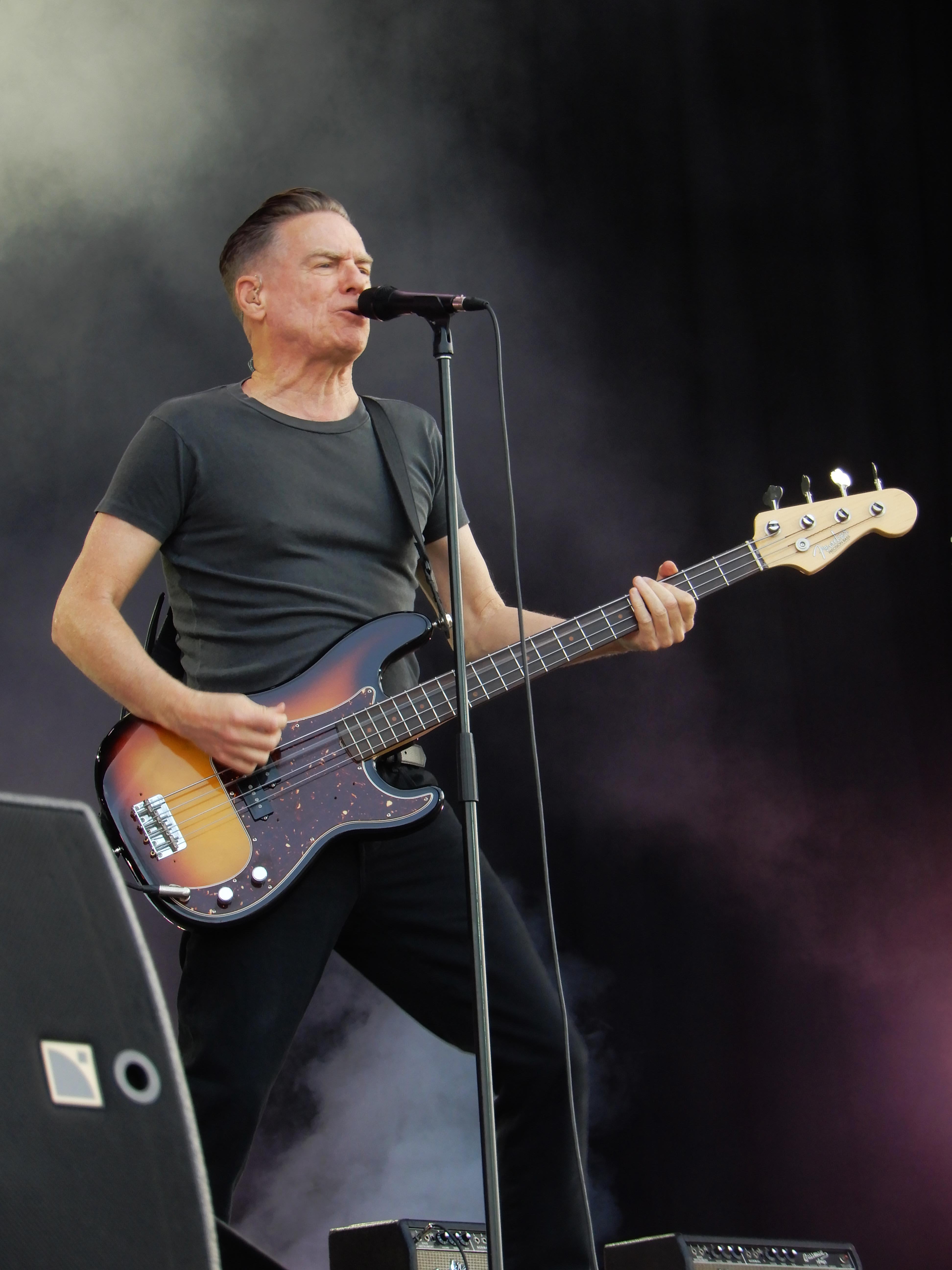
Bryan Adams à Mönchengladbach le 25 juin 2025.

Bryan Adams né le 5 novembre 1959 à Kingston en Ontario, est un auteur-compositeur-interprète, multi-instrumentiste et photographe canado-britannique. Il commence sa carrière en 1976 avec le groupe de glam rock canadien Sweeney Todd qu'il quitte après le succès de leur second album If Wishes Were Horses afin de se lancer dans une carrière solo. Il fait une pause de deux ans, pour revenir en 1991 avec l'album qui fait de lui une star planétaire, Waking Up the Neighbours. 
Compositeur reconnu, il écrit des hits pour des artistes comme Joe Cocker (When the Night Comes en 1988). Il interprète en français la chanson Je suis là, me voilà et d'autres musiques du dessin animé de DreamWorks Spirit, l'étalon des plaines en 2002.

## Biographie

### Enfance et Glam rock (1959-1976)
Bryan Guy Adams voit le jour le 5 novembre 1959 à Kingston, au Canada de parents originaires d'Angleterre et qui ont émigré dans les années 1950. Il voyage beaucoup durant son enfance, d'Europe au Moyen-Orient, en suivant son père, dans l'armée canadienne puis diplomate. Il vit ainsi en Autriche, au Portugal et en Israël. Il a seulement 17 ans quand il tente sa chance auprès du label A&M en envoyant une démo. Il signe son premier contrat dans la foulée. Il commence sa carrière en 1976 avec le groupe de glam rock canadien Sweeney Todd qu'il quitte après le succès de leur second album If Wishes Were Horses afin de se lancer dans une carrière solo. Il a un frère plus jeune nommé Bruce.

### Années 1980–1990
Ses deux premiers albums sortis en 1980 et 1981 ne connaissent qu'un succès d'estime, en 1982 il compose deux chansons (Rock n' Roll Hell et War Machine) avec Gene Simmons et Jim Vallance pour Kiss sur l'album Creatures of the Night, mais dès 1983 et son album Cuts Like a Knife, Bryan Adams parvient à lancer sa carrière à un niveau international. Il poursuit sur cette lancée l'année suivante (1984) avec son album référence : Reckless dont cinq clips mettront en scène la jeune comédienne britannique Lysette Anthony. Quatre hits sur Cuts Like a Knife, cinq sur Reckless dont Summer of '69, Heaven resté quatre semaines numéro 1 aux États-Unis, Run to You et le duo avec Tina Turner It's Only Love. Bryan Adams s'impose dès lors comme un faiseur de hits. Il est à noter l'importance de son producteur Bob Clearmountain.
En 1987, il sort l'album Into the Fire, après le succès de son précédent opus, il entame une tournée mondiale pour jouer dans des stades mythiques comme Wembley et bien d'autres. À la fin de cette aventure sort l'album Live! Live! Live! (en) enregistré au festival rock de Werchter en Belgique. En 1988, Phil Collins est le batteur pour la chanson Somebody durant le concert Nelson Mandela Birthday au Wembley Stadium. En 1990, il jouera avec Roger Waters à Berlin pour le concert The Wall durant le morceau Young Lust.
Il fait une pause de deux ans, pour revenir en 1991 avec l'album qui fait de lui une star planétaire, Waking Up the Neighbours. Ce disque est sa plus grosse vente, mais avant tout Bryan Adams commence à jouer un autre genre de musique, un peu plus mature, des textes moins adolescents. De cet album sont extraits pas moins de six singles, Can't Stop This Thing We Started, Thought I'd Died and Gone to Heaven, Do I Have To Say the Words? et (Everything I Do) I Do It for You qui deviennent de grands tubes. Bryan Adams devient connu dans le monde entier au moment où il a déjà presque dix ans de carrière derrière lui. La France le découvre principalement à cette époque, pour beaucoup grâce au single (Everything I Do) I Do It for You, présent sur la bande originale du film Robin des Bois, prince des voleurs réalisé par Kevin Reynolds, avec Kevin Costner et Alan Rickman, sorti à la même époque.
Entre les clips, les apparitions télévisées et les cérémonies de remise de prix, le chanteur profite de sa notoriété pour sortir un best of en 1993 So Far So Good, qui lui sert à faire connaitre ses anciens succès à un nouveau public. Dans cette compilation on retrouve aussi un inédit Please Forgive Me qui surfe sur les influences de l'album Waking Up the Neighbours. C'est immédiatement un succès planétaire, Bryan Adams devient un faiseur de tubes. Il part en tournée pendant deux ans, entre l'Amérique, l'Asie, l'Australie et surtout l'Europe.
Compositeur reconnu, il écrit des hits pour des artistes comme Joe Cocker (When the Night Comes en 1988). Il interprète en français la chanson Je suis là, me voilà et d'autres musiques du dessin animé de DreamWorks Spirit, l'étalon des plaines en 2002.

### Retour dans les années 2000
Pour 2008, Bryan Adams prépare une tournée et sort le 23 mars 2008 un nouvel album, 11 (« Eleven » pour les anglophones).
Le 21 mars 2011, il reçoit une étoile à son nom sur le fameux Walk of Fame à Hollywood.
Le 22 avril 2011, il devient papa d'une petite fille Mirabella Bunny Adams avec sa compagne Alicia Grimaldi. Il annonce via son Facebook officiel, la naissance, le 14 février 2013, de sa seconde fille, Lula Rosylea.
Il vit actuellement[Quand ?] à Londres et à Paris.

## Autres activités
Bryan Adams voue également une certaine passion à la photographie. Depuis ses débuts, il photographie les coulisses de ses concerts avant de choisir la pochette de ses prochains CD. Il a consacré plus de temps à cette passion ces dernières années, faisant entre autres des portraits de Hillary Clinton ou de Pink. Un recueil de ses plus beaux clichés paraît le 15 janvier 2007 sous la forme d'un livre intitulé Bryan Adams. Pour Zoo Magazine (édition été 2014), Bryan photographie l'égérie Chanel : Vanessa Paradis . Ses photos font également l'objet d'expositions, notamment au Musée national des beaux-arts du Québec en 2015.
En octobre 2015, il participe à une campagne de publicité du réseau mobile suisse Swisscom en tant que photographe, via une application dédiée lui permettant de prendre des photos à distance avec le smartphone de clients volontaires,.
Bryan Adams fait une apparition éclair dans le film de Buddy Van Horn, Pink Cadillac (1988), avec Clint Eastwood. Il apparaît aussi dans un rôle tragi-comique du film d'Andreï Kontchalovski, La Maison de fous, primé en 2002 au festival de Venise. Il participe aussi au doublage des films d'animation L'Irrésistible North et Jock of the Bushveld.
Outre sa passion pour le rock et la photographie, il s'est investi dans plusieurs autres causes, notamment la protection de l'environnement et la lutte contre le cancer du sein. Il a également participé à des campagnes en faveur des animaux avec l'association PETA. Considérant que les animaux ne méritent pas d'être tués pour le plaisir gustatif, il est lui-même végane depuis 1995 et incite le public à faire de même.

## Discographie

### Albums studio
- 1980 : Bryan Adams
- 1981 : You Want It You Got It
- 1983 : Cuts Like a Knife
- 1984 : Reckless
- 1987 : Into the Fire
- 1991 : Waking Up the Neighbours
- 1996 : 18 Til I Die
- 1998 : On a Day Like Today
- 2002 : Spirit, l'étalon des plaines (bande-son du film)
- 2004 : Room Service
- 2008 : 11
- 2014 : Tracks of My Years (album de reprises + un inédit She Knows Me)
- 2015 : Get Up
- 2019 : Shine A Light
- 2022 : So Happy It Hurts
- 2025 : Roll With the Punches

### Compilations et albums live
- 1989 : Live! Live! Live! (concert enregistré au festival Rock Werchter en Belgique, le 3 juillet 1988)
- 1993 : So Far So Good (compilation)
- 1996 : Wembley 1996 Live (concert enregistré au stade de Wembley, le 27 juillet 1996)
- 1997 : MTV Unplugged (concert acoustique enregistré au Hammerstein Ballroom, le 26 septembre 1997)
- 1999 : The Best of Me (compilation)
- 2005 : Anthology (compilation)
- 2010 : Bare Bones (concert acoustique 2010)
- 2017 : Ultimate (compilation)
- 2023 : Live at the Royal Albert Hall (concerts enregistrés en 2022 : intégralité de ses albums Cuts Like a Knife, Into the Fire et Waking Up the Neighbours)
- 2024 : Live at the Royal Albert Hall 2024 (concerts enregistrés en 2024 : intégralité de ses albums Reckless, 18 ‘Til I Die et So Happy It Hurts)

### Avec Sweeney Todd
- 1975 : Sweeney Todd
- 1977 : If Wishes Were Horses

## Vidéographie
- 1996 : Wembley 1996 Live
- 1997 : MTV Unplugged
- 2000 : Live at the Budokan
- 2000 : Live at Slane Castle Ireland
- 2002 : Spirit, l'étalon des plaines
- 2005 : Live In Lisbon
- 2011 : Bare Bones live at Sydney Opera House

## Filmographie

### Acteur
- 1994 : L'Irrésistible North (North) de Rob Reiner : Robert l'oie (voix)
- 2002 : La Maison de fous (Dom durakov) d'Andreï Kontchalovski : lui-même (dans l'imagination de Janna, jeune femme schizophrène qui se croit mariée à lui)
- 2011 : Jock of the Bushveld de Duncan MacNeillie : Jock (voix)

### Bandes-son
- 1991 : Robin des Bois, prince des voleurs, réalisé par Kevin Reynolds, avec Kevin Costner, Christian Slater, Morgan Freeman, Alan Rickman.
- 1993 : Les Trois Mousquetaires : le titre All for Love chanté avec Sting & Rod Stewart. Un succès présent dans les albums The best of Me (1999) et Anthology (2005) ainsi que dans les Best Of respectif, de Sting et Rod Stewart.
- 1994 : Don Juan DeMarco : la bande originale avec Have You Ever Really Loved a Woman? (album 18 til die).
- 1996 : Jack de Francis Ford Coppola avec Robin Williams : le titre Star (album 18 Til I Die).
- 2002 : Spirit, l'étalon des plaines : la bande originale avec Hans Zimmer. Plusieurs tubes sortiront de cet album, notamment, Here I Am et Don't Let Go avec Sarah Mclachlan.
- 2005 : Zig Zag, l'étalon zébré de Frederik Du Chau : la chanson It ain't over yet.
- 2005 : Appelez-moi Kubrick de Brian W. Cook avec John Malkovich : les chansons I'm not the man you think I am et It's all about me.
- 2006 : Coast Guards de Andrew Davis avec Kevin Costner et Ashton Kutcher : la bande originale Never let go.
- 2006 : Cashback : la chanson Mysterious Ways.
- 2011 : Jock of the Bushveld de Duncan MacNeillie : les chansons By your side et Way oh!
- 2013 : Il était une fois les Boys de Louis Saïa avec Marc Messier et Rémy Girard : la chanson Tous Ensemble (version francophone de All For Love) avec Garou et Roch Voisine.

## Dans la culture populaire